# Matilde Pastora Asian González
Matilde Pastora Asian González (1 de septiembre de 1955) es una política española, diputada por el Partido Popular en el Congreso durante la X, XI y XII legislatura de España. Desde julio de 2023 es consejera de Hacienda y Asuntos Europeos y relaciones con la Unión Europea del Gobierno de Canarias.

## Biografía
Licenciada en Ciencias Económicas y Empresariales, posee también un máster en Alta Dirección por el Instituto Bravo Murillo. Tras aprobar la oposición al Cuerpo de Inspectores de Hacienda del Estado, ha ejercido en diferentes puestos de la Agencia Tributaria como Jefa de la Dependencia de la Gestión Tributaria de la AEAT en Canarias, Jefa de la Dependencia Regional de Inspección Tributaria de la AEAT en Canarias y Jefa de Equipo de la Oficina Nacional. Como auditora de cuentas, pertenece al Instituto de Censores Jurados de Cuentas. También ha trabajado como profesora asociada en la Universidad de Las Palmas de Gran Canaria.
Entre 2000 y 2004 fue presidenta del Consorcio de la Zona Especial Canaria. En 2007 fue nombrada viceconsejera de Economía y Asuntos Económicos con la Unión Europea del Gobierno de Canarias y en 2011 fue elegida diputada por Las Palmas en el Congreso, siendo reelegida en 2015 y 2016. Formó parte de la Dirección del Grupo Parlamentario Popular en el Congreso, como portavoz adjunta del Área Económica, y el 11 de noviembre de 2016 fue nombrada Secretaria de Estado de Turismo.
El 14 de julio de 2023 fue nombrada Consejera de Hacienda y relaciones con la Unión Europea del Gobierno de Canarias.